# 塞維利亞德奧羅縣
塞維利亞德奧羅縣（西班牙語：Cantón Sevilla de Oro），是厄瓜多爾的縣份，位於該國南部，由阿蘇艾省負責管轄，面積314平方公里，海拔高度2,347米，2001年人口5,234，人口密度每平方公里16.67人。